# Beleg van Rometta
Het Beleg van Rometta was een succesvolle belegering van de Byzantijnse stad Rometta in het noordoosten van Sicilië door de Kalbiden, een onderkoninkrijk van de Fatimiden-dynastie, die plaatsvond tussen 963 en 965 en het einde markeerde van de islamitische verovering van Sicilië.

## Beleg
Het beleg werd geleid door de twee Kalbidische neven, al-Hasan ibn Ammar en Ahmad ibn al-Hasan al-Kalbi. In 962 werd Taormina belegerd en vernield door Ahmad, waarna de hele bevolking als slaaf werd verkocht en het gebied werd gekoloniseerd door islamitische bewoners. Na de val van Taormina in 962 trokken de Kalbiden noordwaarts naar Rometta. Het volgende jaar begon Ahmad met het beleg. De stad stuurde al snel een gezant naar de Byzantijnse keizer, Nikephoros II Phokas, met het verzoek om militaire hulp en proviand. Nikephoros reageerde door een vloot van ongeveer 40.000 man uit te rusten voor de strijd op Sicilië, van wie velen veteranen waren van de Byzantijnse verovering van Kreta. De vloot stond onder bevel van Niketas Abalantes, terwijl de cavalerie onder bevel stond van Manuel Phokas, een neef van keizer Nikephoros via zijn broer, Leo Phokas de Jongere. In oktober 964 werd het belegerende leger versterkt met islamitische troepen onder leiding van de emir van Sicilië, al-Hasan ibn Ali al-Kalbi.
Op 25 oktober kwam het tot een treffen tussen de Byzantijnen en de moslims. De Byzantijnen hadden aanvankelijk de overhand, maar de moslims waren al snel in staat hen op de vlucht te doen slaan, waarbij naar verluidt meer dan een kwart van de strijdmacht omkwam, waaronder Phokas. De overlevende Byzantijnen probeerden terug te vluchten naar hun vloot bij Messina, maar werden bij vertrek in een hinderlaag gelokt en verslagen. Zonder versterkingen kon Rometta zich niet verdedigen tegen de Kalbiden en viel in mei 965.